# Saint-Préjet-d’Allier
Saint-Préjet-d’Allier – miejscowość i gmina we Francji, w regionie Owernia-Rodan-Alpy, w departamencie Górna Loara.
Według danych na rok 1990 gminę zamieszkiwały 224 osoby, a gęstość zaludnienia wynosiła 9 osób/km² (wśród 1310 gmin Owernii Saint-Préjet-d’Allier plasuje się na 626. miejscu pod względem liczby ludności, natomiast pod względem powierzchni na miejscu 315.).